# 下渚湖街道
下渚湖街道是中华人民共和国浙江省湖州市德清县下辖的一个街道办事处。
2016年1月8日，浙江省人民政府批复撤销武康镇、三合乡建制，其行政区域改由德清县政府直辖。
2016年1月13日，湖州市人民政府批复同意增设下渚湖街道，区域面积67平方公里，四至范围：东接杭州市余杭区仁和街道，南邻杭州市余杭区良渚街道，西连舞阳街道，北靠乾元镇。管辖封禹1个居民区，新琪、二都、宝塔山、塘泾、八字桥、双桥、康介山、上杨、下杨、朱家、四都、唐家琪、和睦、沿河14个行政村，户籍人口2.3万人，常住人口2.6万人。街道办事处驻下仁公路181号。

## 行政区划
下渚湖街道下辖以下村级行政区划单位：
封愚社区、康介山村、上杨村、下杨村、八字桥村、朱家村、双桥村、宝塔山村、二都村、四都村、唐家琪村、和睦村、塘泾村和沿河村。